# Tyrannoraptora
Klad Tyrannoraptora je vývojově nejvyspělejší skupinou teropodních dinosaurů z kladu Coelurosauria. Spadají sem podle platné definice jak někteří obří draví dinosauři (Tyrannosaurus rex), tak i malí opeření teropodi (Anchiornis huxleyi) nebo všichni současní ptáci (vrabec domácí).

## Zařazení

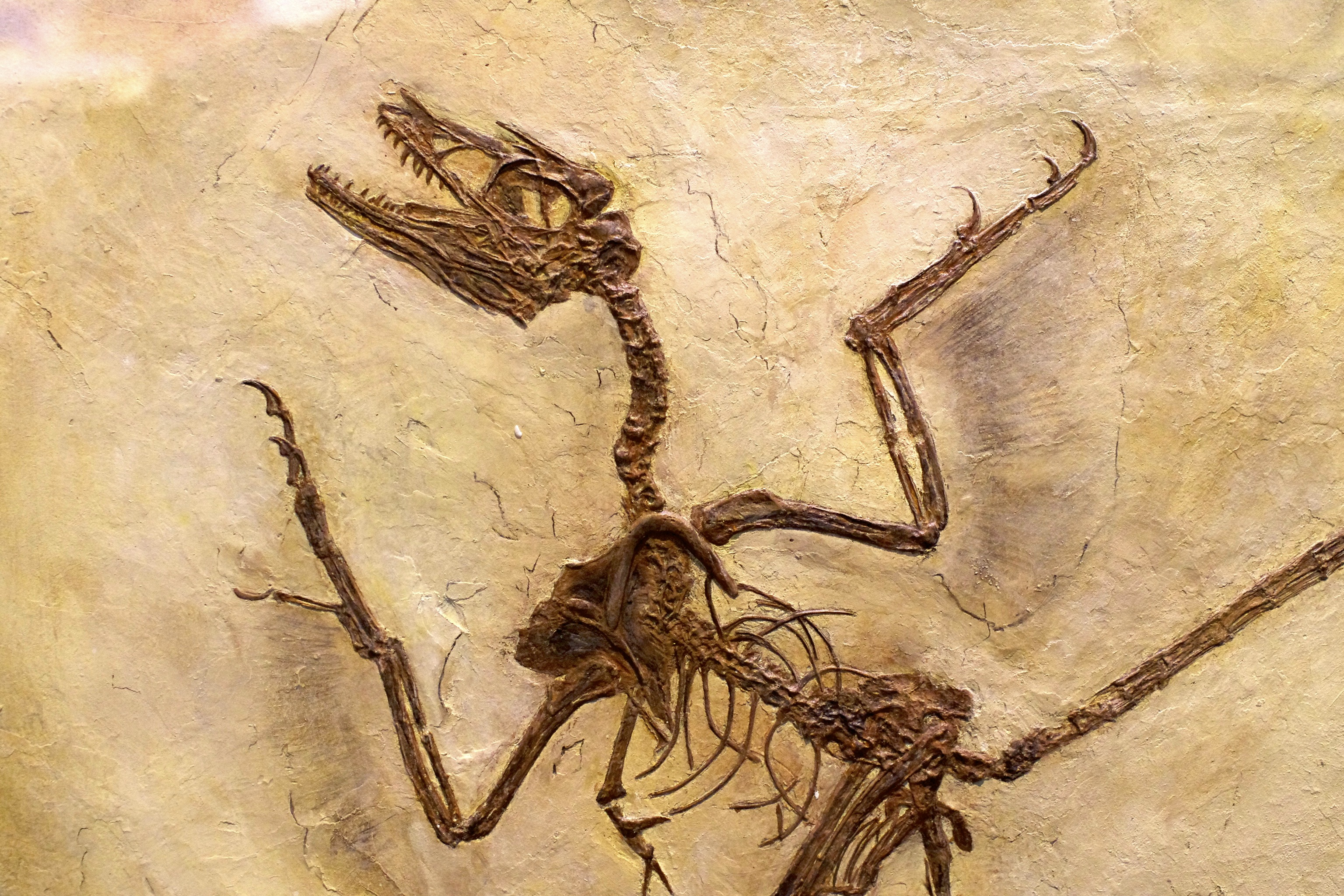
Kostra druhu Microraptor gui, zástupce kladu.

Do této početné a druhově rozmanité skupiny patří všichni zástupci nadčeledi Tyrannosauroidea a zároveň i kladu Maniraptoriformes. Patří sem tedy i všichni pravěcí a současní ptáci a celá skupina dosud nevyhynula. Klad stanovil v roce 1999 americký paleontolog Paul C. Sereno.
Sesterskou skupinou ke kladu Tyrannoraptora je Arctometatarsalia a Therizinosauria.

## Kladistika
- - Tyrannoraptora (Sereno, 1999)
    - †Aorun

  - †Compsognathidae (zřejmě polyfyletická skupina)
    - †Tanycolagreus

  - †Tyrannosauroidea
  - Maniraptoromorpha (Cau, 2018)[5]
    - †Coelurus?

  - †Ornitholestes
  - Maniraptoriformes